# Resolutie 32 Veiligheidsraad Verenigde Naties
Resolutie 32 van de Veiligheidsraad van de Verenigde Naties werd met tien tegen nul stemmen aangenomen op de 195e bijeenkomst van de Veiligheidsraad op 26 augustus 1947. Groot-Brittannië onthield zich.

## Achtergrond
Tijdens de Indonesische Onafhankelijkheidsoorlog riep de VN-Veiligheidsraad op tot een staakt-het-vuren en het beginnen van onderhandelingen. Nederland en Indonesië stemden hiermee in, tot tevredenheid van de Raad.

## Inhoud
De Veiligheidsraad hield er rekening mee dat de militaire operaties in Indonesië nog steeds doorgingen. Nederland en Indonesië werden herinnerd aan resolutie 27 over een staakt-het-vuren en onderhandelingen. De beide voornoemde landen werden opgeroepen om zich strikt aan deze aanbevelingen te houden.

## Verwante resoluties
- Resolutie 27 Veiligheidsraad Verenigde Naties vroeg een wapenstilstand en onderhandelingen.
- Resolutie 30 Veiligheidsraad Verenigde Naties verwelkomde de aanvaarding van resolutie 27.
- Resolutie 31 Veiligheidsraad Verenigde Naties bood bijstand met de onderhandelingen aan.
- Resolutie 35 Veiligheidsraad Verenigde Naties vroeg het comité snel aan het werk te gaan.

Lijst ·  16 ·  17 ·  18 ·  19 ·  20 ·  21 ·  22 ·  23 ·  24 ·  25 ·  26 ·  27 ·  28 ·  29 ·  30 ·  31 ·  32 ·  33 ·  34 ·  35 ·  36 ·  37